# Exoneura simillima
Exoneura simillima är en biart som beskrevs av Rayment 1935. Exoneura simillima ingår i släktet Exoneura och familjen långtungebin. Inga underarter finns listade i Catalogue of Life.